# Montagupas
De Montagupas is een bergpas in de Zuid-Afrikaanse provincie West-Kaap. De pas verbindt George in de Zuid-Kaap en het kustgebied eromheen met het binnenland ten westen van de Outeniquabergen. Tegenwoordig is de pas en zijn natuurschoon vooral van toeristische betekenis.

## Geschiedenis
In de eerste helft van de 18e eeuw was er in de Nederlandse Kaapkolonie een stijgende behoefte aan voor ossenwagens begaanbare wegen. Boeren in het binnenland hebben grote problemen ondervonden bij het vervoer van hun producten en dit heeft een rem gezet op de economische ontwikkeling van de kolonie. Dit gold vooral voor de boeren in de streken die achter het gebergte van de kust gelegen waren zoals de Kleine Karoo en de Langkloof. Een directe verbinding met de kust was er niet of nauwelijks en dit betekende lange omwegen naar Kaapstad of -later- Port Elizabeth.
Aanvankelijk waren er alleen de Attaquaskloofpas en de Cradockpas die toegang tot de kust gaven en beide hebben grote eisen aan de wagens en de ossen gesteld. Het wagenmakersbedrijf vierde in die dagen daarom hoogtij, maar voor de boeren betekende het grote onkosten. Tot 1847 is de route van Kaapstad en Port Elizabeth over de in 1812 gebouwde en gevaarlijke Cradockpas blijven lopen. In de Britse tijd werd ook de huidige Oost-Kaap gekoloniseerd en werden betere verbindingen een noodzaak omdat het verkeer flink toenam.
De benoeming van John Montague tot koloniaal secretaris van de Kaapkolonie in 1843 luidde een periode van wegenaanleg in. Hij besefte terdege dat dit een sleutel tot economische ontwikkeling was. Zowel handelaars, boeren als de landmeter-generaal Michell oefenden druk uit op Montagu om toestemming te verlenen tot de bouw van een betere en minder steile route. Montagu ging op reis om de bergpassen, paden en doorwaadbare plaatsen (driften) met eigen ogen te inspecteren en hij kwam tot de conclusie dat het ontbreken van een goede pas vanuit Outeniqualand de flessenhals was. Een pas die George met het binnenland verbond zou niet alleen deze nederzetting uit zijn isolement halen maar ook het achterland. Montagu stichtte een Centrale Wegenraad met hemzelf als voorzitter. De keuze viel op een dal dat een kilometer ten westen van de Cradockpas begon. De weg zou eerst laag door deze kloof lopen, dan de rivier oversteken en dan aan de oostkant verder omhoog leiden.

## De aanleg
H.A. Farrall werd in 1844 aangesteld om de leiding te nemen van de aanleg van de pas. Hij bleek echter niet opgewassen tegen zijn taak en werd al snel vervangen door Henry Fancourt White.
Er werden betaalde arbeiders ingezet, naast 250 dwangarbeiders. Er moest gezorgd worden dat zij zo dicht mogelijk bij het bouwterrein een onderdak hadden, daarom werd er een noordelijk kamp gesticht bij het punt waar de nieuwe pas bij de Cradockpas aansluit. Bij een zuidelijk kamp werd alle bouwmaterialen opgeslagen. Er werd acht kilometer solide rots met explosieven verwijderd. Het benodigde buskruit liep aardig in de papieren.
In december 1847 kwam de pas gereed. De aanleg ervan kostte ₤35.799, een voor die tijd groot bedrag. De voedselvoorziening aan de dwangarbeiders beliep £21.322 en aan de bezoldiging van de huurarbeiders is nog eens £8.058 pond besteed. Verder moest er gereedschap aangeschaft voor een bedrag van £4.666.
Alle bronnen vermelden dat John Montagu zelf de opening van de pas verricht heeft, die later naar hem vernoemd werd. Alleen Charles Sayers vermeldt dat mevr. E. van der Bergh, de vrouw van de plaatselijke landdrost, op 19 januari 1848 die eer te beurt viel.

## Kenmerken van de pas
Vanaf George via Witfontein tot bij de brug over de Keurrivier loopt de weg tamelijk vlak. Daarna begint de onverharde weg te stijgen, soms zelfs met een helling van 1 op 8. Er zijn vaak scherpe bochten. In landinwaartse richting is er zicht op de berghelling met zijn inheemse plantengroei aan de rechterkant. Links is er een rotswand. Het uitzicht over de bergen en de Outeniquapas is schitterend. Het hoogste punt in 745 m boven de zeespiegel. Daarna daalt de weg geleidelijk in de richting van Herold en Kamferstasie. Een enkel span ossen voor een wagen was genoeg om de pas in drie uur tijd over te trekken, terwijl de overtocht over de oudere Cradockpas een dubbel span vereist had en zeker drie dagen gevergd had.
Aan de zuidkant werd er voor de brug over de Keurrivier een tolhuis gebouwd om het onderhoud van de pas te bekostigen. Na een brand in 1855 is het tolhuis herbouwd. In de loop der tijd kregen veel bochten en plekken waar men stilhield een vaak kleurrijke naam. In opwaartse richting zijn dat Suidstasie, die Rus, het tolhuis, de brug over de Keurrivier, die Noute, Moertjiesklip, Boshoff se draai, Haarkantdraai, Remskoendraai, Regoptrek, Grogdraai, Witkop se draai, Stinkhoutdraai, Amanda se graf en Noordstasie. Tegenwoordig kan men deze namen langs de route aangegeven zien. Suidsasie, het zuidelijke werkkamp, is nu het dorpje Blanco. Bij Noordsasie, het noordelijke kamp, is later een hotel gevestigd dat ook gebruikt werd als winkel, postkantoor en politiepost. Tegenwoordig is het een woonhuis.
Voor het gereedkomen van de pas hadden boeren uit de Kleine Karoo en de Langkloof gewoonlijk via een lange omweg hun producten naar Grahamstad en Port Elizabeth gestuurd om de gevaarlijke Cradockpas te vermijden. Nu ging het verkeer naar George en Mosselbaai. De stichting van Oudtshoorn en Calitzdorp versterkte het verkeer alleen nog maar. Mosselbaai ontwikkelde zich daardoor snel to een belangrijke handelshaven. Het was maar 130 km via de Montaguepas. Landbouwproducten stroomden nu George en de kuststreek binnen. Daardoor werd brood daar een stuk goedkoper. Omgekeerd maakten de boeren van het binnenland een stuk meer winst. In de omgekeerde richting konden houtproducten uit de kuststreek gemakkelijker het droge en goeddeels boomloze binnenland bereiken. De transportkosten gingen flink omlaag door de kortere route en het verminderde onderhoud aan de wagens. De wagenmakers kregen nu meer opdrachten om nieuwe wagens te bouwen.
Het verkeer vanuit Kaapstad ging niet langer meer over de Attaquaskloof maar volgde de route over de Montaguepas en dit veroorzaakte een hechtere verbinding tussen de West- en de Oost-Kaap. Voor George betekent het echter dat veel verkeer nu om deze plaats heen via Suidsasie verliep waar zich een nieuwe nederzetting vormde, Blanco geheten

## Het einde
De komst van gemotoriseerd vervoer maakte dat ook de Montagupas niet meer aan de eisen van de tijd voldeed. Voor het nieuwe vervoermiddel was de pas die ontworpen was voor ossenwagen en paard-en-wagen te gevaarlijk, te steil en vooral te langzaam. Toch duurde het tot de opening van de Outeniquapas in 1951 tot er verandering in de situatie kwam en daarmee bleef de Montagupas dus een eeuw lang de hoofdverkeersader die toegang gaf tot de dalen en het binnenland van de Oost-Kaap

## Toerisme
Vandaag de dag is de pas van bijzonder belang voor het toerisme. De pas zelf, de brug over de Keurrivier en het tolhuis hebben nationale erkenning gevonden als gedenkwaardigheden. Toeristen komen er niet alleen voor de historische betekenis van de pas, maar ook voor het prachtige berglandschap met zijn begroeiing met fynbos. Naast de weg van de pas is er ook een spoorweg aangelegd en beid lopen vaak vlak langs elkaar. De pas wordt ook door wielrenners gewaardeerd.